# Aligrimmia peruviana
Aligrimmia peruviana är en bladmossart som beskrevs av Robert Statham Williams 1903. Aligrimmia peruviana ingår i släktet Aligrimmia och familjen Grimmiaceae. Inga underarter finns listade i Catalogue of Life.